# Gustavo Henrique Alves Rodrigues
Gustavo Henrique Alves Rodrigues (Edéia, 2 maggio 1999) è un calciatore brasiliano, attaccante del Dibba Al-Fujairah in prestito dall'Estrela Amadora.

## Carriera
È cresciuto nel settore giovanile del Trindade. Nel 2018 è stato acquistato dal Grêmio Anápolis, club del Campionato Goiano. Nel 2018 è stato ceduto in prestito al Braga, dove ha giocato nella formazione Under-23. In seguito è stato prestato all'Anápolis ed al Penafiel, che nel 2021 ha esteso il prestito per un'altra stagione.
Nel 2022 si è trasferito, sempre con la formula del prestito, all'Estrela Amadora.

## Statistiche

### Presenze e reti nei club
Statistiche aggiornate al 14 gennaio 2024.
| Stagione        | Squadra         | Campionato      | Campionato | Campionato | Coppe nazionali | Coppe nazionali | Coppe nazionali | Coppe continentali | Coppe continentali | Coppe continentali | Altre coppe | Altre coppe | Altre coppe | Totale | Totale | Totale |
| Stagione        | Squadra         | Comp            | Pres       | Reti       | Comp            | Pres            | Reti            | Comp               | Pres               | Reti               | Comp        | Pres        | Reti        | Pres   | Reti   |        |
| --------------- | --------------- | --------------- | ---------- | ---------- | --------------- | --------------- | --------------- | ------------------ | ------------------ | ------------------ | ----------- | ----------- | ----------- | ------ | ------ | ------ |
| 2018            | Grêmio Anápolis | PD/GO           | 7          | 1          |                 | -               | -               |                    | -                  | -                  |             | -           | -           | 7      | 1      |        |
| 2019            | Anápolis        | SD/GO           | 11         | 6          |                 | -               | -               |                    | -                  | -                  |             | -           | -           | 11     | 6      |        |
| 2020            | Grêmio Anápolis | PD/GO           | 10         | 4          |                 | -               | -               |                    | -                  | -                  |             | -           | -           | 10     | 4      |        |
| 2020-2021       | Penafiel        | LdH             | 31         | 3          | CP+CdL          | 1+0             | 0               |                    | -                  | -                  |             | -           | -           | 32     | 3      |        |
| 2021-2022       | Penafiel        | LdH             | 3          | 1          | CP+CdL          | 0+1             | 0               |                    | -                  | -                  |             | -           | -           | 4      | 1      |        |
| 2022-2023       | Estrela Amadora | LdH             | 19         | 5          | CP+CdL          | 0+3             | 1               |                    | -                  | -                  |             | -           | -           | 22     | 6      |        |
| 2023-2024       | Estrela Amadora | PL              | 4          | 0          | CP+CdL          | 0               | 0               |                    | -                  | -                  |             | -           | -           | 4      | 0      |        |
| Totale carriera | Totale carriera | Totale carriera | 85         | 20         |                 | 5               | 1               |                    | -                  | -                  |             | -           | -           | 90     | 21     |        |